# Latarnia morska Slītere
Latarnia morska Slītere jest położona na łotewskim wybrzeżu Bałtyku. Obiekt budowano w latach 1849–1850.

## Historia
Miejsce gdzie dziś znajduje się latarnia morska od XI wieku wykorzystywali zbóje do nadawania fałszywych sygnałów aby statki wpływały na mieliznę, gdzie rabusie mogli zabrać łupy. Istnieją przypuszczenia, że wcześniej wzgórze, na którym jest obiekt położony było świętym miejscem kultu miejscowej ludności. Pod koniec XIX wieku wycięto wiele drzew w tamtym miejscu, wykorzystanych do budowy dwudziestoczterometrowej latarni morskiej. Obiekt znajduje się na terenie parku narodowego. W latarni Slītere znajdowało się najwyżej umiejscowione światło z wszystkich tego typu budowli na Łotwie. Jest drugą, po Ovišu (zbudowanej w 1814) najstarszą na Łotwie. Od 1999 latarnia morska jest nieczynna.